# Haszan Naszr Alláh
Haszan Naszr Alláh (arabul حسن نصرالله – Ḥasan Naṣr Allāh, Bejrút, 1960. augusztus 30. – Bejrút, 2024. szeptember 27.) libanoni vallástudós (ulema), síita politikus, a Hezbollah, az iráni támogatású síita  szervezet harmadik vezetője (hivatalos címén főtitkára) volt a 2024-es meggyilkolásáig. Ezt a pozíciót Abbász al-Múszavi 1992-es halála óta töltötte be. Mindkettő személyt az izraeli légierő likvidálta.
Az USA, Kanada, az Arab Liga, az Öböl Menti Együttműködés országai, Izrael terrorista szervezetként kezeli a Hezbollahot, míg az EU, Nagy-Britannia és Ausztrália csupán a Hezbollah katonai szárnyát tartja terrorista szervezetnek.

## Élete
Haszan Naszr Alláh Észak-Bejrútban született egy tízgyermekes libanoni család kilencedik gyermekeként. 1975-ben el kellett hagynia családjával otthonát a libanoni polgárháború miatt. 
Az 1982-es libanoni–izraeli konfliktusnál csatlakozott a Hezbollahhoz. 1987-ben katonai kiképzésen vett részt a Hezbollah iráni bázisán. A háború alatt visszatért Libanonba, de vissza kellett mennie Iránba, hogy befejezze a kiképzését. 
1991-ben hazatért és Dél-Bejrútban telepedett le, most már végleg Libanonban feleségével, Fátima Jászínnal együtt, akitől öt gyereke született. 
1997. szeptember 13-án Dél-Libanonban megölték a legidősebb gyermekét izraeli katonák, aki csak 18 éves volt. Halála előtt még sikerült súlyosan megsebesítenie az összecsapásban egy izraeli katonát.

### A Hezbollah vezetőjeként
1991-ben a mozgalmat vezető Abbász al-Múszavi kinevezte őt a főtitkári posztra, így ő lett Múszavi egyik lehetséges utódja. Végül 1992-ben lett a Hezbollah elnöke, vezetője és szónoka, miután izraeliek megölték a Hezbollah második vezetőjét, és így lett a szervezet következő vezetője. Vezetése alatt megerősödött a Hezbollah. 
2005 márciusában Naszr Alláh Bejrútban több százezres tömeg előtt „Halál Izraelre!” jelszóval elindította a Hezbollah felkészítését a háborúra. 
2006. július 12-én, a Hezbollah harcosai betörtek az izraeli határövezetbe, majd megöltek nyolc katonát és kettőt foglyul ejtettek. Izrael, a katonái kiszabadításának érdekében egyre nagyobb katonai erőt volt kénytelen bevetni. Hezbollah állásait, valamint egyéb, polgári létesítményeket egész Libanon területén, az országot pedig tengeri és légi zárlat alá helyezte. Izraelnek nem sikerült legyőznie a Hezbollahot az úgynevezett "34 napos háború" során, és szokatlanul súlyos veszteségeket szenvedett.* ami több, mint 4000 rakétát lőtt ki Izraelre, főleg Haifa kikötővárosára.
Haszan Naszr Alláh megosztó személyiség Libanonban, nagyon sok híve volt, viszont nagyon sokan kritizálták. Február 12-én, miután megölték Damaszkuszban, Szíriában a helyettesét, Imád Fájez Mugniját, óriási tömeg előtt mondott beszédet, és a tömeg ovációval fogadta, Izraelt és Amerikát szidó, Szíriát viszont támogató beszéde alatt, és azt mondta, hogy százezrek fogják mártírként megbosszulni Izraelen a helyettes halálát. A háború alatt annyira támogatták a Hezbollah hívei, hogy őt dicsőítő dal is született Já Naszr Alláh (Ó, Naszr Alláh!) címmel.
A libanoni-izraeli konfliktus óta a Hezbollah megtízszerezte rakétái számát. Az izraeli védelmi miniszter a Hezbollah túlzott megerősödése miatt akár egy lehetséges újabb háborút is kilátásba helyezett. 
2008-ban merényletet kíséreltek meg élete ellen, de iráni doktoroknak köszönhetően gyorsan felépült. A 2008 végi izraeli agresszióra, a gázai övezet megtámadására, és a rengeteg civil halottra így reagált: „Minthogy nem ismerhetjük az összeesküvés nagyságát, valamennyi testvérünknek fel kell készülnie az ellenállásra!” 
2009. január 7-én nagyszabású beszédet tartott Bejrútban, amiben üzent Ehúd Olmertnek: ha megtámadja ma a Hamászt, a következő holnap a Hezbollah lesz. Azt fejtette ki, hogy ha a Hamász után a Hezbollahot is támadás éri, Izrael nem fogja olyan könnyen megúszni, mint a Hamász megtámadását, utalva ezzel a 2006-os izraeliek által elvesztett háborúra. 2009. augusztus 14-én a Hezbollah és Izrael között kitört háború 3. évfordulóján, Nasrallah nagyszabású beszédet tartott, amit külföldi hírügynökségek is élőben közvetítettek. A Bejrút központjában levő téren több tízezren tűzijátékkal ünnepelték a Hezbollah által győztesnek kikiáltott háborút. 

### Halála
2024. szeptember 27-én az izraeli légierő légicsapást intézett a Hezbollah bejrúti főhadiszállására, állítólag Naszr Alláh ellen. Legalább hat ember meghalt és több mint 90-en megsérültek a légicsapást követően, többen eltűntek. A Hezbollah és a libanoni hatóságok is megerősítették Naszr Alláh halálát.